# Kronprinzessin Cecilie
A Kronprinzessin Cecilie a Norddeutscher Lloyd német hajótársaság egyik transzatlanti óceánjárója volt a 20. század elején. Ez a hajó volt a Kaiser-osztályként emlegetett óceánjárók negyedik, egyben utolsó tagja, melyek a Bremerhaven–New York útvonalon közlekedtek. E négy egység révén a Norddeutscher Lloyd rendelkezett a leghomogénebb óceánjáróflottával a világon. Nevét Cecília mecklenburg–schwerini hercegnő után kapta, aki Vilmos porosz királyi herceg felesége volt, és ezzel – 1905 és 1918 között – ő volt a Német Császárság utolsó koronahercegnéje. Az utasszállító belső felszereltségét megtervező művészek a kor legismertebbjei közé tartoztak. Ez volt az utolsó német óceánjáró, amelyik négy kéménnyel rendelkezett.
Az első világháború kitöréséig teljesített szolgálatot a transzatlanti személyforgalomban. 1914 nyarán New Yorkból hazafelé érte a háború kitörésének híre, aminek hatására visszafordult az Egyesült Államok felé és a Maine állambeli Bar Harborban kötött ki, ahol internálták. Miután az USA 1917 áprilisában belépett a háborúba, a hajót lefoglalták és átadták az ország haditengerészetének. Itt Mount Vernon névvel csapatszállítóként került alkalmazásra. 1918 szeptemberében megtorpedózták, de kijavítása után visszatérhetett a szolgálatba.
1919 októberében a hadsereg szállítási szolgálata (Army Transport Service) kapta meg és a Csendes-óceáni Flotta Fort Masonben lévő bázisára került. Vlagyivosztokból a Csehszlovák Légió egyes alakulatait szállította Triesztbe, valamint német hadifoglyokat Hamburgba. Az 1920 márciusa és júliusa közötti útjáról való visszatérése után a hajó átkerült az USA szállítmányozási bizottságához (United States Shipping Board), és a szolgálatból kivonva a marylandi Solomons Islandre került. Egészen 1940 szeptemberéig maradt itt, ezt követően Bostonban lebontották.

## Technikai adatok

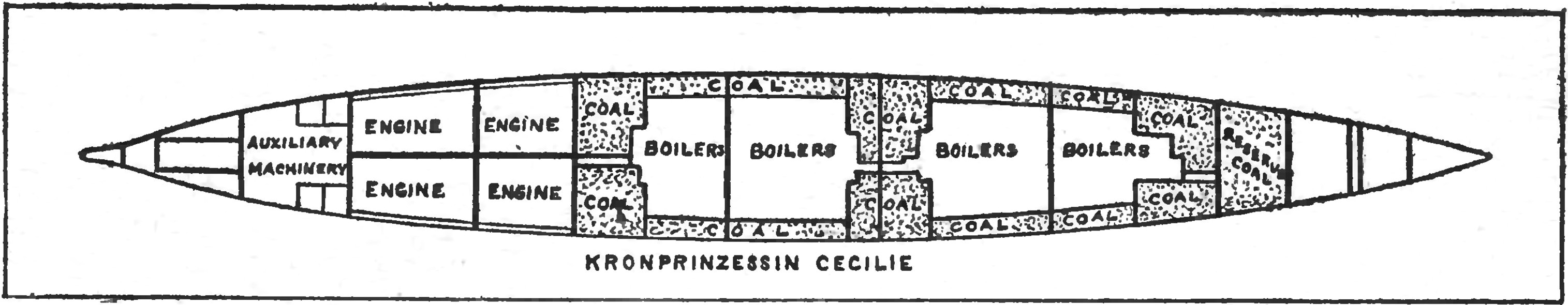
A géptermek és szénraktárak elhelyezkedését mutató metszeti rajz

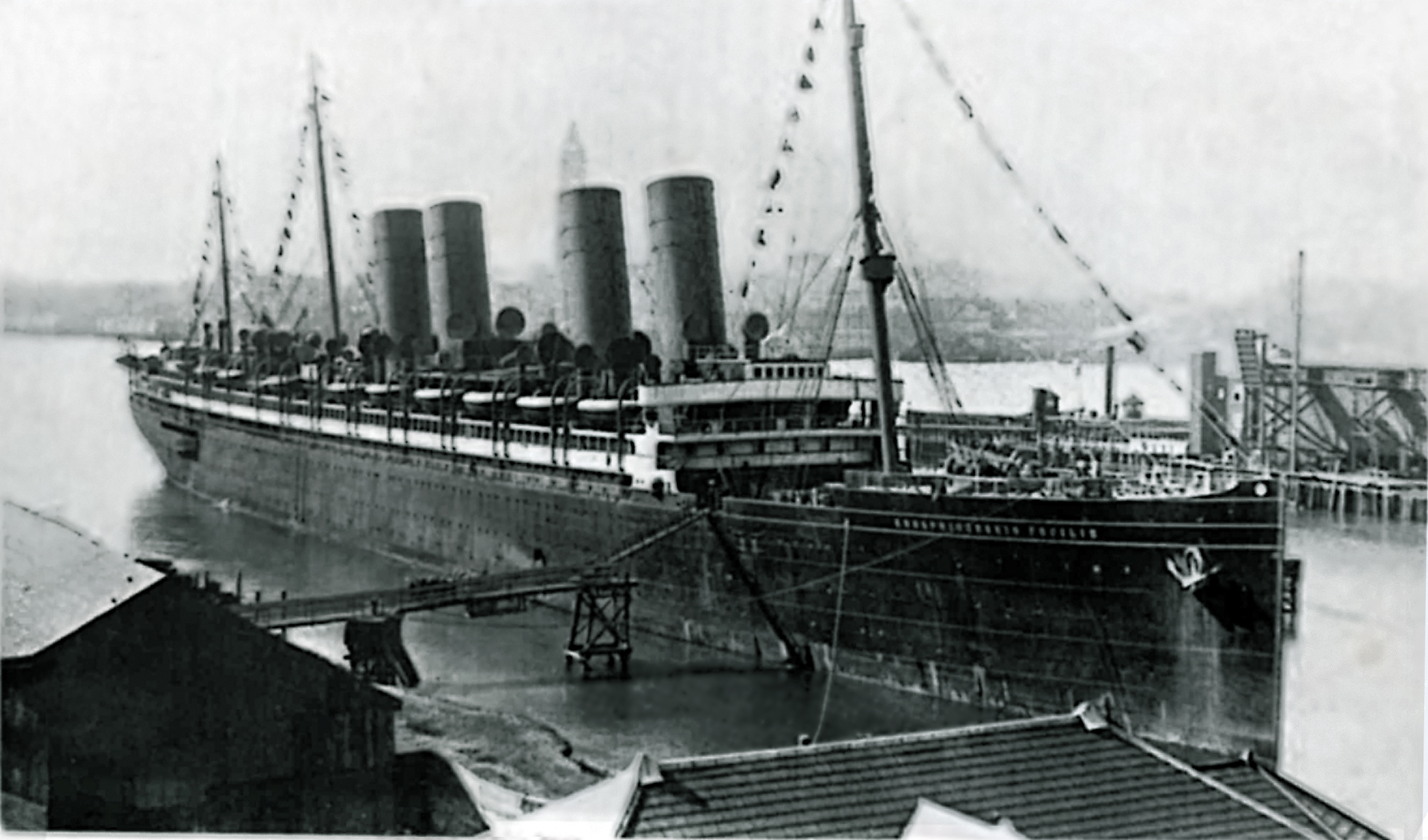
A Kronprinzessin Cecilie egy háború előtti amerikai képeslapon

A hajót az AG Vulcan Stettin építette a Norddeutscher Lloyd számára és 1907 júliusában adták át a hajótársaságnak. Az óceánjáró hajótere 19 400 BRT, a teljes hosszúsága 215,29 m, függőlegesek közti távolsága 208,89 m, legnagyobb szélessége 22 m volt.

### Hajtóművek
A Kaiser-osztály hajói a méretük és eleganciájuk mellett a sebességükkel és a technikai csúcsteljesítményeikkel tüntették ki magukat. A Kronprinzessin Cecilie gőzgépei voltak a legnagyobbak, melyekkel valaha hajót felszereltek. A négyszeres expanziójú gőzgépei 46 000 lóerő (33 832 kW) teljesítmény leadására voltak képesek és két darab négyszárnyú hajócsavart forgattak meg, amivel 23,68 csomós végsebesség elérésére volt képes. Ez a hajtómű volt az utolsó és egyben technikailag legfejlettebb gőzgép a transzatlanti útvonalon közlekedő óceánjárókon, és külön kategóriát képviselt a testvérhajójába, a Kaiser Wilhelm II-re beépített hasonló hajtóművel. A két tengely mindegyikéhez hat forgatókar csatlakozott, melyeket egymás után kapcsolt hengerek hajtottak meg. A hengerek sorrendje mindkettőnél a következő volt: alacsony nyomású henger (ND-Zylinder), középnyomású henger II (MD-Zylinder II), középnyomású henger I (MD-Zylinder I) és nagy nyomású henger (HD-Zylinder) egymás felett elhelyezve, majd ismét egy középnyomású henger I (MD-Zylinder I) és egy nagy nyomású henger egymás felett, végül egy középnyomású henger II (MD-Zylinder II) és egy alacsony nyomású henger (ND-Zylinder) egymás mellett.
A fejlett gőzgépei ellenére a Kronprinzessin Cecilie már nem vett részt a Kék Szalagért folyó versenyben, mivel 1907 októberében a brit Cunard Line hajótársaság szolgálatba állította első gőzturbinával felszerelt óceánjáróját, a Lusitaniát, és ez a hajó a jövő meghajtásának számító turbinái révén már első útján elnyerte a kitüntetést. Ezt követően pedig a dugattyús gőzgépekkel meghajtott hajóknak nem volt már esélye a rekorddöntésre.

### Utasok elhelyezése
Az óceánjárón összesen 1888 utasnak volt hely, ebből 775 főnek az első osztályon, 343 főnek a másod osztályon és 770 főnek a harmad osztályon. Az utasokat 287 első osztályú és 109 másod osztályú lakosztályon illetve a harmad osztály esetében 7 részlegen helyezték el. Az utasok ellátásáról 679 főnyi személyzet gondoskodott, akik közül 229 volt pincér és 42 volt szakács, a többiek komornyikok, borbélyok, fodrászok és más kiszolgálást végzők voltak.
A két „császári lakosztály” rendelkezett társalgóval, étkezővel, hálóval és toalettel felszerelt fürdőszobával. Nyolc másik lakosztály („luxuslakosztály”) ugyanezzel a felszereltséggel rendelkezett, leszámítva hogy nem volt külön étkezdéjük. Tizenkét lakosztály („állami lakosztály”) rendelkezett egy nagy hálóval, amihez fürdőszoba és wc is tartozott.
Az óceánjárón egy első osztályú lakosztályra szóló jegy ára 2500 amerikai dollárnak megfelelő összeg volt, míg egy kivándorló a harmad osztályon mindössze 25 dollárért utazhatott.

### Belső építészete

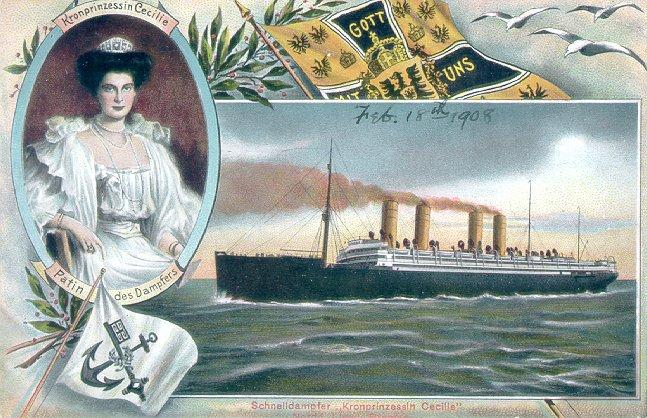
A koronahercegnét és a róla elnevezett óceánjárót ábrázoló alkotás 1908 februárjából

A több mint 700 kabin és a számos közösségi terem belső építészeti kialakításával az NDL a régóta alkalmazott saját építészét, Johannes Georg Poppét bízta meg. Az NDL vezérigazgatója, Heinrich Wiegand és Vilmos császár azonban a Kaiser-osztály (angol becenevükön: "four flyers") negyedik óceánjáróját a célszerűséget szem előtt tartva akarták megépíteni, felváltva az eddig dívó pompadús historizmust. Ezért Poppe nem a teljes felelősséget kapta meg, hanem a luxuskabinok berendezésére ötletpályázatot írtak ki. Erre Wiegand a brémai Eeg & Runge, Wellermann & Frölich, Abbehusen & Blendermann, Runge & Scotland építészirodákat, valamint a birodalom szerte ismert építészt, Joseph Maria Olbricht, a bécsi Szecessziós ház építőjét és a Darmstadti Művészkolónia képviselőjét, Bruno Pault, a modern célirányos építészet előfutárát és Richard Riemerschmidet, a „Kunst und Handwerk” mozgalom fő képviselőjét invitálta meg. Közülük 1907-ben Wiegand Eduard Scotlandot és Alfred Rungét bízta meg a belső terek kialakításával, akik a luxuskabinokat szófákká átalakítható ágyakkal és asztalokká alakítható mosdóállványokkal tervezték meg. Az összes fémszerelvény aranyozott volt, a felületek alapvetően fehérek voltak, míg az ibolyaszínű amaránt fafelületeket achát, elefántcsont és citromfa berakással díszítették. Az Ibach-koncertszárnyat a császári udvar alkalmazásában álló berlini Pfaff tervezte meg.
Az első osztályon utazók rendelkezésére állt egy dohányzó, egy zeneterem, egy olvasószoba, egy könyvtár- és írószoba, egy könyvesbolt és két „Wiener Café”, melyeket XVI. Lajos korának megfelelően díszítettek. A két kávézó közül az egyik dohányzó volt, míg a másik kizárólag a hölgyeknek volt fenntartva. A hajó minden része a Németország kínálta legmagasabb szintű kézművesség eredményeként született meg: a szalonok tele voltak díszített fákkal és aranyozott tükrökkel. A dohányosok kávézójának volt egy szabadtéri részlege, melyet rossz időben bronz és üveg ajtókkal be lehetett zárni. A női kávézót Marie Antoinette fontainebleau-i kastélyának budoárjáról mintázták. Az első osztály dohányzótermét „modern római stílusban” dekorálták a The Marine Review magazin szerint, a falakat borító festmények a hajó névadójának, Cecília koronahercegné hazájához, Mecklenburg tartományhoz kapcsolódó témákat ábrázoltak. Az étkezőszalont négy emelet magasságban lévő tetőablak világította meg felülről és a falait kék selyemtapéta borította. A szalon berendezésénél innovatív megoldásként elhagyták a hagyományos hosszú asztalokat és helyettük 76 kerek asztalt helyeztek el, melyeknél kettő, öt vagy hét fő foglalhatott helyet. A gyermekek számára külön étkezőt tartottak fent. A konyha egy haltartállyal is rendelkezett, így az első osztályon utazók friss halakat fogyaszthattak. A korban újdonságnak számító módon az étkezőszalonban az utasok plusz költségek nélkül választhattak étlapról és nem voltak a menüre korlátozva.
Míg testvérhajóját, a Kaiser Wilhelm II-t egyesek túlságosan extravagánsnak tartották, addig a Kronprinzessin Cecilie népszerű hajónak számított.

A Kronprinzessin Cecilie belső felszereltsége (I. osztály)
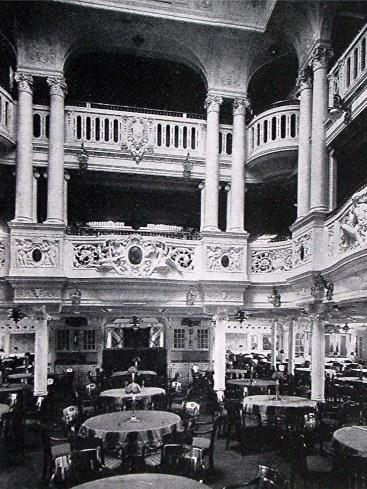
Az étkező központi része
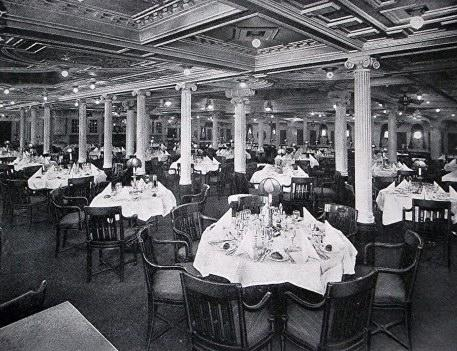
Az étkező oldalsó része
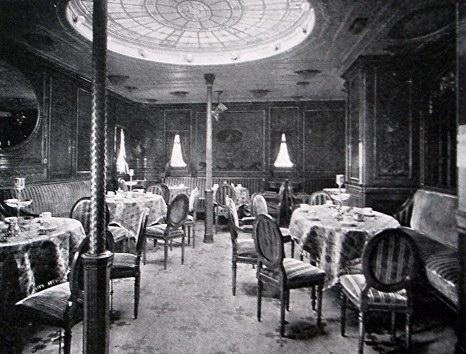
A „Wiener Café“.
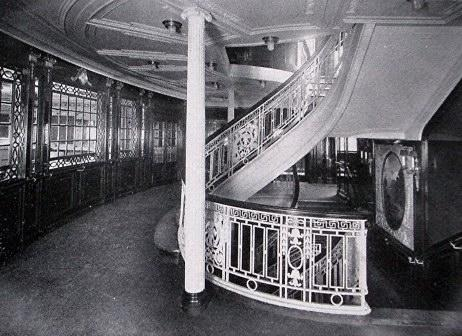
A lépcsőházak egyike
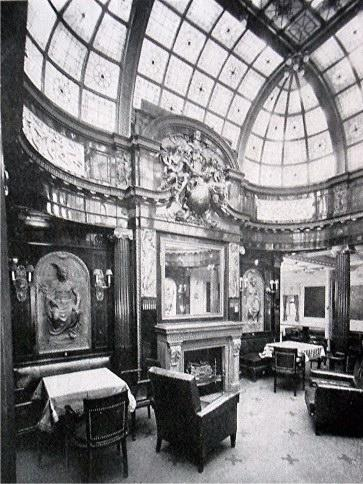
Dohányzószalon
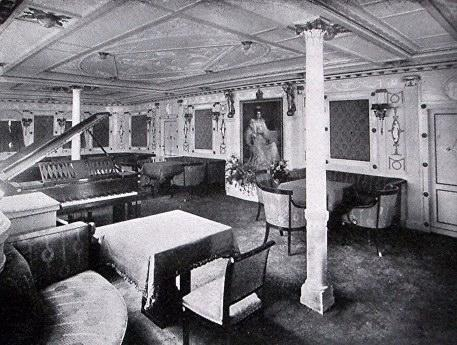
Olvasó- és írószoba a koronahercegné portréjával

## Története

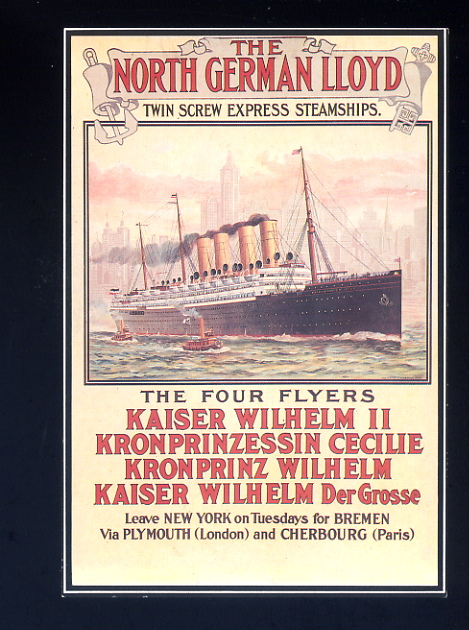
A Norddeutscher Lloyd négykéményeseit reklámozó plakát

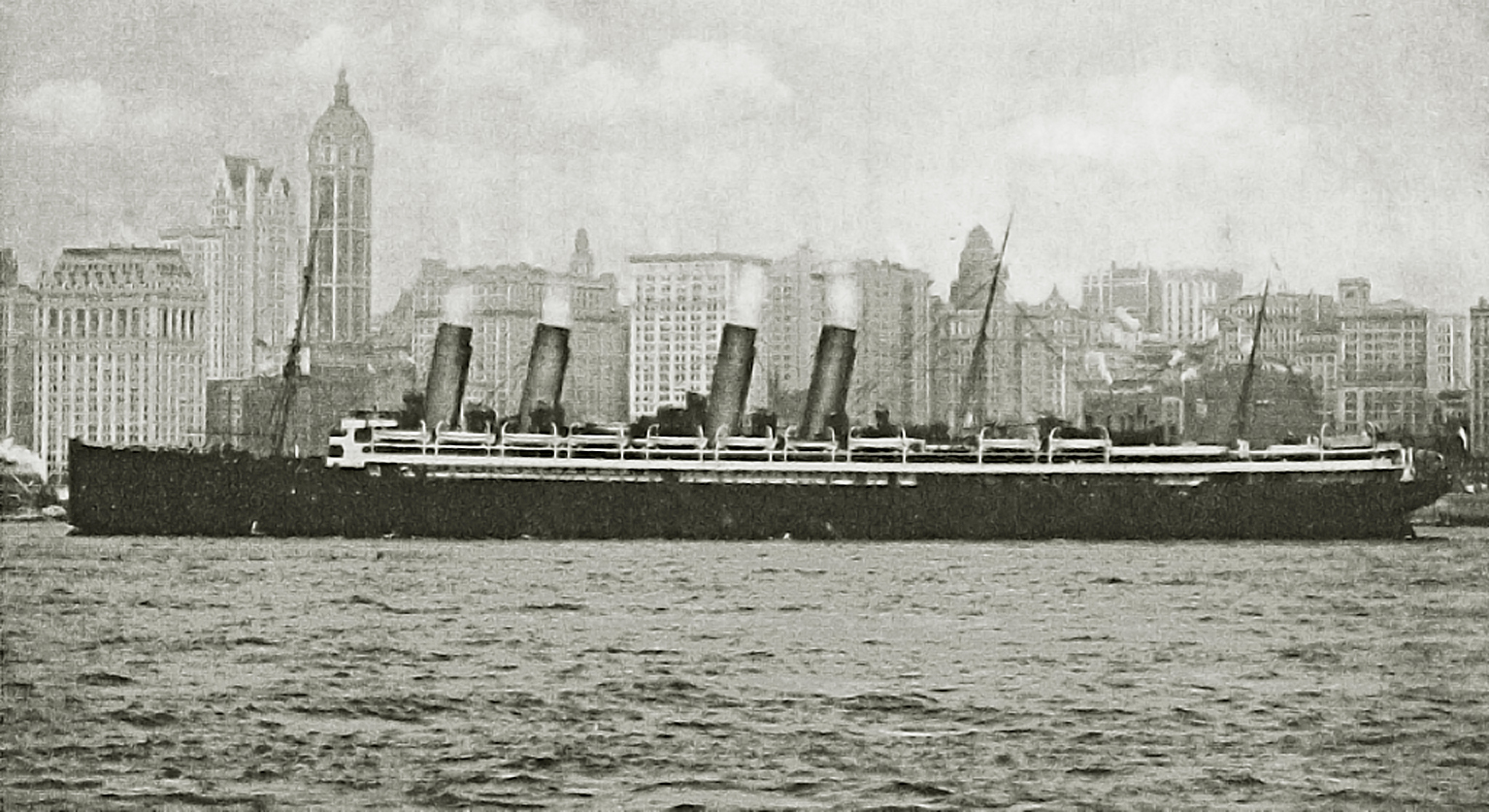
A Kronprinzessin Cecilie
Manhattannel a háttérben

### Német szolgálatban
A Cecília koronahercegnéről elnevezett hajót a névadó apósa, Vilmos császár keresztelte meg a vízrebocsátásakor. 1907 júliusában kellett volna a tervek szerint útnak indulnia Bremerhavenből első útjára, azonban az út előtt elsüllyedt az itteni kikötőben. Augusztus 6-ra végeztek a víz kiszivattyúzásával és a károk elhárításával. A hajó a Norddeutscher Lloyd transzatlanti útvonalán teljesített szolgálatot Bréma (pontosabban: Bremerhaven) és New York között, esetenként más amerikai városokat is érintve, mint Boston vagy New Orleans. Első kapitánya Dieter Högemann volt, akit nyugdíjazásakor 1913 májusában Charles August Polack váltott a tisztségben. A kor számos ismert személyisége utazott a fedélzetén, köztük például Karl May és felesége 1908-ban.
1914. július 28-án menetrendszerűen hagyta el New Yorkot Bremerhaven felé 1216 utassal a fedélzetén. A hajó értékes nemesfémszállítmányt is vitt magával: 10 679 000 dollár értékben aranyat és 3 000 000 dollár értékben ezüstöt szállított párizsi és brit bankok számára. A hajó út közben kapta a hírt a háború kitöréséről és már Liverpool felé közelített, mikor azt az utasítást kapta az NDL-től, hogy a forduljon vissza és a semleges Egyesült Államok legközelebbi kikötőjébe hajózzon, hogy elkerülje az antant cirkálói általi elfogást. Polack kapitány a barnássárga kémények csúcsait feketére festette álcázásként, hogy távolról az Olympichez, vagy a White Star Line valamelyik másik hajójához tegye hasonlóvá.
Az ezt követő események több bírósági eljárás tárgyát képezték, így jól dokumentáltak. A hajó 1914. augusztus 4-ére való éjjel közelítette meg a Maine állambeli Bar Harbor kis kikötőhelyét és horgonyzott le az ottani öbölben. Ide egy helyi bankár és jachttulajdonos kalauzolásával hajózott be, mivel az óceánjáró egyik tengerésze számára sem volt ismert a hely. Annak okaként, hogy miért nem New York vagy Boston felé vette az irányt, Polack kapitány a brit Essex cirkáló és a halifaxi rádióadó közötti rádióforgalmat adta meg, amiből az derült ki, hogy a briteknek szándékukban állt a nagy amerikai kikötőket szemmel tartani.
Az NDL képviselői Washingtonban ültek le tárgyalni a hajó további sorsáról az amerikai külügyminisztérium, pénzügyminisztérium, kereskedelmi minisztérium és a pénzügyi kutterszolgálat (a parti őrség egyik elődje) képviselőivel. A megbeszélések során döntés született arról, hogy az Androscoggin kuttert Bar Harborhoz rendelik megelőzendő, hogy idegen hajók engedély nélkül elhagyják a horgonyzóhelyet, főként pedig azért, hogy az arany- és ezüstszállítmány valamint az utasok és a postaküldemények partra szállítását és vasúti úton New Yorkba való szállítását biztosítsák. Az Androscoggin és a hozzá csatlakozó Warrington romboló augusztus 6-án érkezett meg Bar Harborhoz a sajtó vad spekulációit kiváltva.
A Kronprinzessin Cecilie utasait leszállították a fedélzetről és különvonatokkal a Mount Desert Ferry pályaudvarról Bostonba és New Yorkba szállították. Egy öt expresszvagonból, kettő hálóvagonból és egy étkezőkocsiból álló szerelvény nagy biztonsági felügyelet mellett szállította vissza az aranyat New Yorkba. Az óceánjáró a személyzetével 1914. november 6-ig horgonyzott az öbölben. Csak miután a hajó vezetőségének az Egyesült Államok olyan védelmi garanciát biztosított, miszerint nem érheti támadás ellenséges hadihajó részéről, futott ki a Kronprinzessin Cecilie a Warrington romboló és a partvédelem kutterének kíséretében Boston irányába, ahova november 7-én érkezett meg. Itt átmenetileg óvadékként lefoglalták, mivel időközben az aranyszállítmány kézbesítésének elmaradása miatt kártérítési keresetet nyújtottak be ellene. Az amerikai kormányzat ezt követően bejelentette, hogy a német kereskedelmi flotta egyetlen hajóját sem fogják lefoglalni és a németek saját belátásuk szerint rendelkezhetnek a hajóik felett, internálni pedig csak a katonai céllal alkalmazott német hajók legénységét fogják. A hajóikat elhagyni szándékozó német matrózokat felszólították, hogy az általános gyakorlatnak megfelelően a bevándorlási hivatalt keressék fel.

### Az USA általi lefoglalása 1917-ben

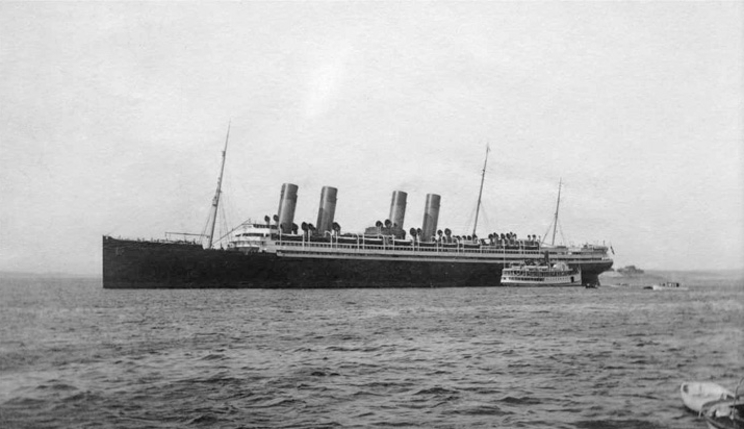
Bar Harborban internálva

1917. április 6-án az Egyesült Államok az antant oldalán belépett a világháborúba, egy hónappal később, május 7-én a két New York-i pénzügyi szolgáltató (Guaranty Trust Co. és a National City Bank) valamint két New York-i magánszemély által szerződésszegés miatt indított keresetet a legfelsőbb bíróság elutasította. A bíróság megállapította, hogy a hajó kapitánya minden érdekelt biztonságát szem előtt tartva a kötelességének megfelelően járt el és a veszélyeket helyesen mérte fel, mikor az Atlanti-óceánon visszafordult a hajójával.
Közvetlenül az eljárás vége után rendelkezett a szállítmányozási bizottság (United States Shipping Board) az óceánjáró lefoglalásáról. Azt már 1917 februárjának elején megállapították, hogy a személyzete tönkretette a hajtóműveit, hogy ezzel az amerikaiak általi átvételét megnehezítsék. Polack kapitány vallomása szerint erre a washingtoni német nagykövetség egyik hivatalnoka adott utasítást és 1917. január 31-ike éjszakáján kellett végrehajtani. Egy amerikai tengerészmérnök megállapítása szerint a németek a négyszeres expanziójú gőzgépek összes hengeréből egy nagy darabot kivágtak és a hengerfejek rögzítéseit is levágták. Mivel a Németországban gyártott alkatrészeket az USA-ban nem lehetett utángyártani, ezért új hajtómű beépítése vált szükségessé.
Az átépítési munkálatok után a hajót 1917. július 28-án USS Mount Vernon névvel állították szolgálatba az amerikai haditengerészet csapatszállítójaként. A hajó a nevét az első amerikai elnök, George Washington egyik birtoka után kapta. 1917. október 31-én hagyta el New Yorkot első transzatlanti útján. Kilenc alkalommal szállított át amerikai katonákat Hobokenből indulva Brestbe.

Amerikai szolgálatban
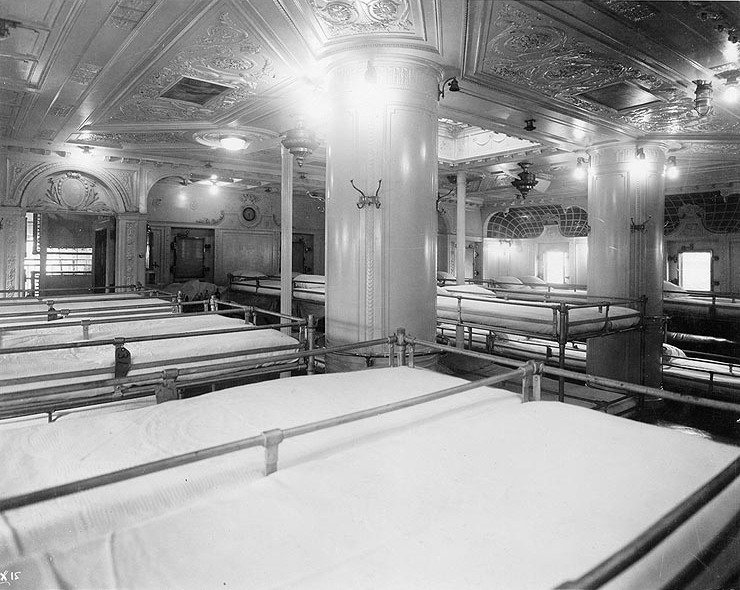
A csapatszállítóvá való átalakítása után a Wiener Café helyén kialakított kórház
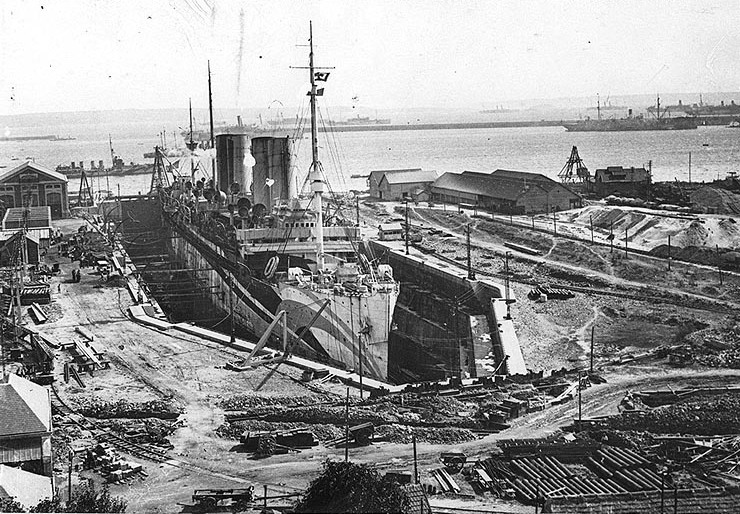
1918 szeptemberében a torpedótalálat után a bresti szárazdokkban
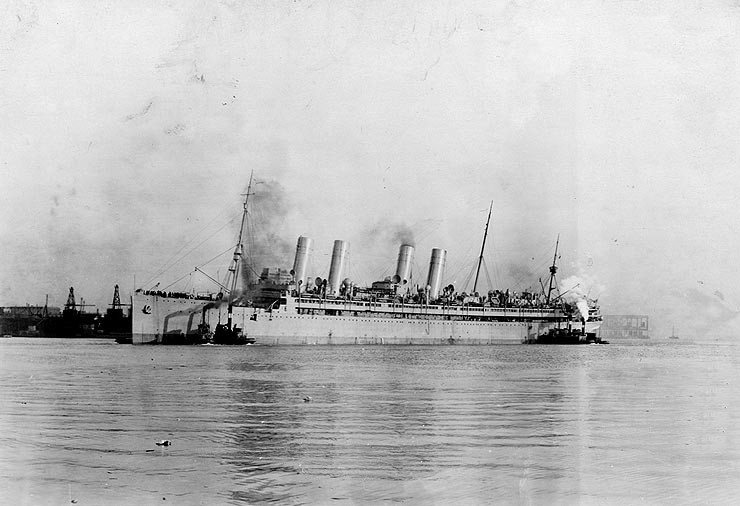
1919. február 7-én Bostonban
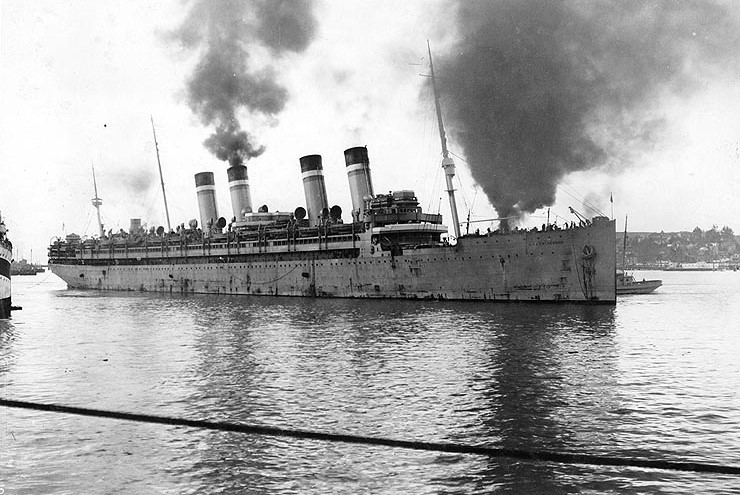
Fekete-fehér-kék színekre festett kéményvégekkel a kaliforniai Mare Island haditengerészeti hajógyárban
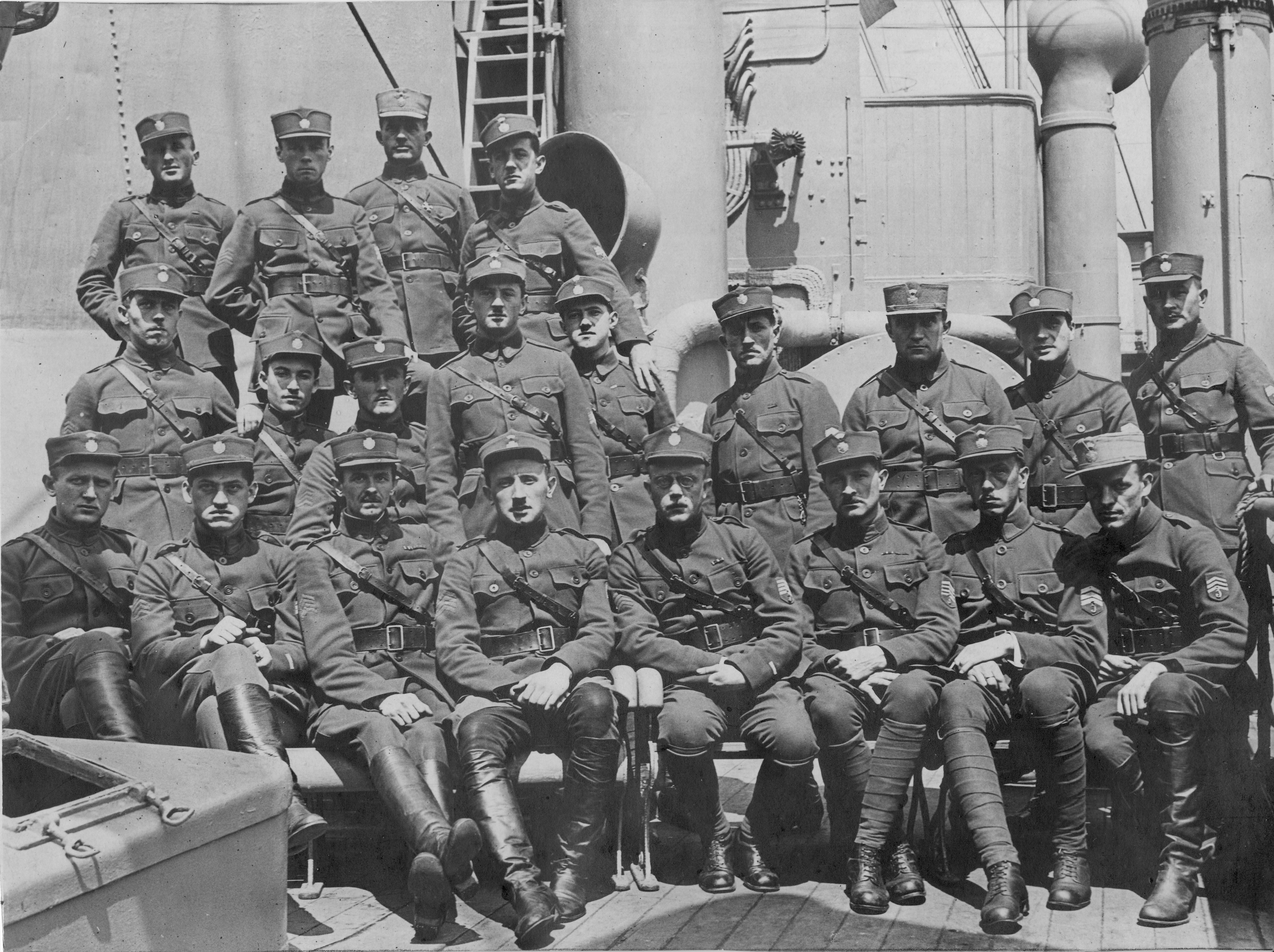
A Cseh Légió tisztjei a hajó fedélzetén a virginiai Norfolkba tartva 1920-ban

1918. szeptember 4-én futott ki az óceánjáró 150 sebesült katonával a fedélzetén Brestből New Yorkba. A hajókórházat az átépítés során a Wiener Café termeiben rendezték be a napozó fedélzeten. Másnap 370 km-re a francia partoktól járt, mikor a legénységének tagjai kb. 460 m távolságra a hajó előtt jobbra egy tengeralattjáró periszkópját észlelték, majd tüzet nyitottak rá az egyik hajóorron elhelyezett ágyúval. Az azonnal megkezdett kitérő manőver ellenére a U 82 egy torpedója eltalálta a közepén súlyos károkat okozva. 36 fő veszítette életét és 13 sérült meg a detonáció következtében. A robbanás által kiszakított hatalmas lyukon át az egész középső szekciót elárasztotta a víz, több kazán használhatatlanná vált. A válaszfalak zárva tartott ajtajainak köszönhetően a hajó nem süllyedt el. 15 fokkal megdőlve, hat csomóra mérsékelt sebességgel fordult vissza a csapatszállító Brest felé, ahol szárazdokkba állítva foltozták be. A teljes kijavítására Bostonba áthajózva került sor.

### A háború után
1919 február 22-én – szimbolikusan épp George Washington születésnapján – indult útnak Franciaországba az első olyan küldetésére, melyen Európában harcoló amerikai katonákat kellett visszaszállítania. A csapatok visszaszállításának befejeztével az egykori Kronprinzessin Cecilie a testvérhajójával, a Kaiser Wilhelm II-vel tartalékállományba került, majd kivonták a szolgálatból, de mind a két hajót bevetésre kész állapotban tartották továbbra is. Különböző próbálkozások voltak a még mindig attraktív óceánjáróknak a rövidéletű United States Mail Line hajótársaság általi reaktiválására, de ezek sikertelenek maradtak. A két óceánjáró egymás mellett lehorgonyozva egészen 1939-ig rozsdásodott a Chesapeake-öbölben Baltimore-nál. A második világháború kitörésekor az USA felkínálta őket a briteknek csapatszállítóként való alkalmazásra, de a britek elutasították az ajánlatot. Ezt követően mind a kettőt lebontották Baltimore-ban 1940 végén, ahol már 1924-ben a Kronprinz Wilhelm is hasonló sorsra jutott.

## A hajó kapitányai

### Kronprinzessin Cecilie
| Nr. | Név                   | Élt                                                      | Szolgálati idő               | Megjegyzés |
| 1   | Dietrich Högemann     | (1917. 05. 17.†)                                         | 1907 – 1913. május           | Högemann 1869-ben az Union gőzösön teljesítette első transzatlanti útját Brémából New Yorkba. 1870-ben, a német-francia háború idején egy vitorláshajó személyzetéhez tartozott, melyet a La Manche-csatorna vizein a franciák feltartóztattak és a rajta lévőket foglyul ejtették. 1879-ben negyedik tisztként (4. Offizier) került a Norddeutscher Lloydhoz és 1901-ben a Preußen kapitánya lett. Ezt követően a (régi) Kaiser Wilhelm II, a Kaiser Wilhelm der Große, az (új) Kaiser Wilhelm II majd a Kronprinzessin Cecilie lett a hajója. 1905, december 9-én ünnepelte a Kaiser Wilhelm II kapitányaként Hobokenben amerikai és német barátai társaságában a 200. óceánátkelését. Högemann 1913-ban az NDL Kommodore-jaként vonult nyugdíjba. Több német és külföldi kitüntetésben részesült, köztük a Vörös Sas-rendben és az Olasz Korona-rendben. |
| 2   | Charles August Polack | (* 1860. 01. 29., Grimma – † 1934. 11. 17., Bremerhaven) | 1913. május – 1917. május 7. | Polack 1900-ban szerezte meg a kapitányi képesítését, ami után az Aachen, a Werra, a König Albert, a Prinzess Irene, a Kaiser Wilhelm der Große majd a George Washington fedélzetén töltött be a kapitányi beosztást, mielőtt 1913-ban Kronprinzessin Cecilie irányítását bízták rá. Amikor a Kronprinzessin Cecilie 1914. március 19-én megérkezve Hobokenbe teljesítette a 100. óceánátkelését kapitányi rangban, amiért Hobokenben és Brémában is ünnepelték. |

### USSMount Vernon
| Nr. | Név                                | Személyes adadtok | Szolgálati idő      | Megjegyzés |
| 1   | Douglas E. Dismukes kapitány (USN) |                   | 1918 március – 1919 |            |

## A Norddeutscher Lloyd 1914 előtti gyorsjáratú óceánjárói (aKaiser-osztály)
Az osztály mind a négy egysége négy kéménnyel rendelkezett és ennek megfelelően erős, 30 000 le teljesítményű hajtóművük volt.
- Kaiser Wilhelm der Große (1897–1914; 22,35 csomó csúcssebesség, a Kék Szalag birtokosa)
- Kronprinz Wilhelm (1901–1923; 23,51 csomó csúcssebesség, a Kék Szalag birtokosa)
- Kaiser Wilhelm (1902–1940; 23,58 csomó, Kék Szalag birtokosa)
- Kronprinzessin Cecilie (1907–1940; 23,6 csomó)

## Fordítás
- Ez a szócikk részben vagy egészben  a   Kronprinzessin Cecilie (Schiff) című német Wikipédia-szócikk ezen változatának fordításán alapul.  Az eredeti cikk szerkesztőit annak laptörténete sorolja fel. Ez a jelzés csupán a megfogalmazás eredetét és a szerzői jogokat jelzi, nem szolgál a cikkben szereplő információk forrásmegjelöléseként.
- Ez a szócikk részben vagy egészben  a   SS Kronprinzessin Cecilie (1906) című angol Wikipédia-szócikk ezen változatának fordításán alapul.  Az eredeti cikk szerkesztőit annak laptörténete sorolja fel. Ez a jelzés csupán a megfogalmazás eredetét és a szerzői jogokat jelzi, nem szolgál a cikkben szereplő információk forrásmegjelöléseként.

## Kapcsolódó olvasmányok
- Bonsor, N. R. P.. North Atlantic Seaway, Volume 2, Enlarged and completely revised, Saint Brélade, Jersey: Brookside Publications, 592. o. (1978). ISBN 0-905824-01-6. OCLC 29930159
- Drechsel, Edwin. Norddeutscher Lloyd, Bremen, 1857–1970: History, Fleet, Ship Mails, Volume 1. Vancouver, British Columbia: Cordillera Pub. Co, 191. o. (1994). ISBN 978-1-895590-08-1. OCLC 30357825
- Putnam, William Lowell. The Kaiser's Merchant Ships in World War I. Jefferson, North Carolina: McFarland & Company (2001). ISBN 978-0-7864-0923-5. OCLC 46732396

## Linkek
- Kronprinzessin Cecilie steamer in Chesapeake Bay 1940 (fotók a Kronprinzessin Cecilie-ről és más lebontásra váró német hajókról)
- Fotók a hajóról Mount Vernonként egy kaliforniai szárazdokkban